# Oneiroi
Die Oneiroi (griechisch Ὄνειροι Óneiroi, deutsch ‚Träume‘) sind in der griechischen Mythologie die Verkörperung der Träume bzw. des Träumens. Der Singular Oneiros (Ὄνειρος Óneiros) als Bezeichnung für einen Gott des Traumes ist selten. Häufiger werden die Oneiroi als nicht näher spezifizierte Gruppe genannt. In Hesiods Theogonie sind sie die Kinder der Nyx („Nacht“):
„Nyx nun zeugte […] den Hypnos zugleich mit dem Schwarm der Oneiren“.
Nach Homer ist das Land der Träume (demos oneiroi) Teil der Unterwelt. Es befindet sich jenseits des Okeanos, jenseits des weißen Felsens und der Tore der Sonne, bevor man zur Asphodeloswiese gelangt, wo der Aufenthalt der Schatten der Toten ist.

## Wahrträume und Traumpforten
Weiter werden bei Homer trügerische Träume und Wahrträume unterschieden. Es ist allerdings nicht so, dass trügerische Träume einfach Wahngebilde und von den Göttern gesandte Träume stets Wahrträume seien. Vielmehr bedienen die Götter sich auch der täuschenden Träume. So sendet Zeus, als er den Agamemnon zu voreiliger Schlacht zu bewegen plant, diesem einen trügenden Traum in Gestalt des weisen Ratgebers Nestor. Gerade diese Stelle aber wird von Platon kritisiert, der meinte, so sehr man auch Homer schätze, dass Homer den Gott Zeus als Sender von falschen Träumen zeigt, das könne keine Zustimmung finden.
Äsop erklärt in einer Fabel, wie es dazu kam, dass die Götter den Menschen nicht nur Wahrträume senden. Es habe sich nämlich Apollon einst die Gabe unfehlbarer Prophetie von Zeus erbeten. Als die Gabe gewährt und Apollon nun der größte Prophet unter den Göttern war, wurde er noch stolzer als vorher und so arrogant, dass Zeus auf Abhilfe sann und darum die Wahrträume schuf, so dass Menschen auch ohne Apollons Hilfe die Zukunft in Gesichten vorhersahen. Als Apollon darauf um Verzeihung bat und Zeus anflehte, die Prophetie nicht ganz durch die Wahrträume zu entwerten, schuf Zeus die falschen Träume. Als die Menschen nun merkten, dass mancher Traum nur ein Dunst war, wandten sie sich wieder den Orakeln Apollons zu.
Nach Homer sind wahre und falsche Träume anhand der Pforte zu unterscheiden:
Denn es sind, wie man sagt, zwei Pforten der nichtigen Träume:

Eine von Elfenbein, die andre von Horne gebauet.

Welche nun aus der Pforte von Elfenbeine herausgehn,

Diese täuschen den Geist durch lügenhafte Verkündung;

Andere, die aus der Pforte von glattem Horne hervorgehn,

Deuten Wirklichkeit an, wenn sie den Menschen erscheinen.
Das Bild der zwei Pforten der Träume (pylē oneirōn) zeigte breite Nachwirkung in Dichtung und Ikonografie. So ist nach einer der Bildbeschreibungen des Flavius Philostratos das berühmte Amphiareion von Oropos Gegenstand eines Bildes. In diesem Heiligtum suchten vor allem Kranke in Träumen Hinweise auf eine Therapie (siehe Enkoimesis). Das Bild zeigt entsprechend die Stadt Oropos als Jüngling inmitten der Thalattai, der Allegorien der Meere, sowie das Tor der Träume, neben dem die weißgekleidete Aletheia, die Göttin der Wahrheit, steht und damit anzeigt, dass an diesem Ort der Schlafende die Wahrheit im Traum findet. Der Traum (Oneiros) ist auch abgebildet, der in seinen Händen ein Horn trägt.

## Träume in der römischen Mythologie
In der römischen Mythologie entsprechen den griechischen Oneiroi die Somnia, die auch hier Kinder der Nox (Nacht) sind. Hyginus Mythographus gibt als Vater der Somnia den Erebus an.
Ovid nennt Somnus als Vater der Träume. Er berichtet in den Metamorphosen von tausend Söhnen des Somnus, darunter namentlich die drei Brüder Morpheus, Phobetor (bzw. Ikelos) und Phantasos. Von ihnen ist Morpheus der mächtigste. Er formt in den Träumen menschliche Akteure. Phobetor ist für die Darstellung von Tieren zuständig. Phantasos schließlich gestaltet alles Unbeseelte, also Erde, Steine, Wasser und Bäume. Während die namenlosen Oneiroi ihre Träume an das Volk senden, übernehmen Morpheus, Phobetor und Phantasos diese Aufgabe bei Königen und Stammesfürsten.